# 1968-as magyar vívóbajnokság
Az 1968-as magyar vívóbajnokság a hatvanharmadik magyar bajnokság volt. A férfi tőrbajnokságot június 11-én rendezték meg, a párbajtőrbajnokságot június 13-án, a kardbajnokságot június 15-én, a női tőrbajnokságot pedig június 9-én, mindet Budapesten, a Játékcsarnokban.

## Eredmények
| Versenyszám          | Arany                                     | Arany | Ezüst                               | Ezüst | Bronz                             | Bronz |
| -------------------- | ----------------------------------------- | ----- | ----------------------------------- | ----- | --------------------------------- | ----- |
| Férfi tőrvívás       | dr. Kamuti Jenő BVSC                      |       | Nyomárkai Ödön Bp. Vörös Meteor     |       | Kamuti László BVSC                |       |
| Férfi párbajtőrvívás | Schmitt Pál Bp. Vörös Meteor              |       | Nemere Zoltán OSC                   |       | B. Nagy Pál Szolnoki MÁV          |       |
| Férfi kardvívás      | Pézsa Tibor Bp. Honvéd                    |       | dr. Kalmár János Bp. Honvéd         |       | Meszéna Miklós Vasas SC           |       |
| Női tőrvívás         | Sákovicsné Dömölky Lídia Bp. Vörös Meteor |       | Újlakiné Rejtő Ildikó Újpesti Dózsa |       | Simonffy-Tóth Ágnes Újpesti Dózsa |       |